# Абду, Мустафа
Мустафа Абду (араб. مصطفى عبده‎; род. 10 июня 1953, Каир) — египетский футболист, нападающий. Участник летних Олимпийских игр (1984).

## Карьера

### Клубная карьера
Во взрослом футболе дебютировал в 1971 году в клубе из своего родного города Каир «Аль-Ахли», за который выступал на протяжении всей своей карьеры, продолжавшейся шестнадцать лет. Всего в составе команды принял участие в 243 матчах, забив 43 гола. Завершил профессиональную карьеру футболиста в 1987 году.

### Карьера в сборной
В 1974 году дебютировал в официальных матчах в составе национальной сборной Египта. Вместе со сборной выступал на футбольном турнире летних Олимпийских игр в Лос-Анджелесе, однако, команде не удалось занять призовое место.
Свой последний матч за сборную провёл за год до завершения спортивной карьеры — в 1986 году. Всего в составе национальной команды принял участие в 45 матчах, отметившись 7 забитыми мячами.